# اسماعیل عفیفه
اسماعیل عفیفه (زاده ۱۳۴۱) تهیه‌کننده تلویزیونی ایرانی است.

## زندگی
اسماعیل عفیفه در سال ۱۳۴۱ در تهران به دنیا آمد، اما کودکی خود را در رشت گذراند و در همین شهر تحصیلات متوسط را به پایان برد. بین سال‌های ۱۳۶۴ تا ۱۳۶۹ در دانشگاه هنر در رشتهٔ سینما در دانشکدهٔ سینما و تآتر تحصیل کرد. در دوران تحصیل همزمان به عنوان دستیار فیلمبردار و فیلمبردار در ساخت چند فیلم کوتاه و نیمه بلند همکاری داشت. در دو فیلم سینمایی ارثیه به کارگردانی کاظم بلوچی و مدرسه رجایی به کارگردانی کریم زرگر عکاسی نیز نمود. از سال ۱۳۷۰ هم‌کاری‌اش را با تلویزیون ایران آغاز کرد. در سال ۱۳۷۱ فیلمنامه اولیه سریال تاریخی شیخ مفید را با همکاری محمدرضا محمدی نیکو نوشت. در سال ۱۳۷۲ نخستین کارش را تهیه‌کنندگی کرد.

## آثار

### مجموعه‌های تلویزیونی
| تاریخ   | نام اثر                  | شبکه       |
| ------- | ------------------------ | ---------- |
| ۱۳۷۲    | همسایه‌ها                 | شبکه یک    |
| ۱۳۷۴    | شمارش معکوس              | شبکه دو    |
| ۱۳۷۵    | هوای تازه                | شبکه سه    |
| ۱۳۷۶    | فردا دیر است             | شبکه سه    |
| ۱۳۷۷    | میعاد در سپیده‌دم         | شبکه سه    |
| ۱۳۷۹    | پس از باران              | شبکه سه    |
| ۱۳۸۱    | جوانی                    | شبکه سه    |
| ۱۳۸۲    | خانه‌ای در تاریکی         | شبکه سه    |
| ۱۳۸۳    | رسم عاشقی                | شبکه تهران |
| ۱۳۸۴    | و خداوند عشق را آفرید    | شبکه سه    |
| ۱۳۸۵    | دیدار (مستند)            | شبکه چهار  |
| ۱۳۸۶    | میوه ممنوعه              | شبکه دو    |
| ۱۳۸۵    | مأمور بدرقه              | شبکه تهران |
| ۱۳۸۸    | خانه کاغذی               | سیما فیلم  |
| ۱۳۸۹    | در مسیر زاینده رود       | شبکه یک    |
| ۱۳۸۹    | بومرنگ (فیلم تلویزیونی)  | سیما فیلم  |
| ۱۳۹۱    | گپ                       | آی فیلم    |
| ۱۳۹۱    | زمانه                    | شبکه سه    |
| ۱۳۹۵    | یادداشت‌های یک زن خانه‌دار | شبکه تهران |
| ۱۳۹۵    | پریا                     | شبکه سه    |
| ۹۷–۱۳۹۶ | آنام                     | شبکه سه    |
| ۱۴۰۰    | جیران                    | فیلیمو     |
| ۱۴۰۳    | جنگل آسفالت              | نماوا      |